# Občina Kobarid
Občina Kobarid je del goriške statistične regije in meri 192,7 km2 . Po površini se med slovenskimi občinami uvršča na 28. mesto. Po podatkih Statističnega urada RS ima občina v sredini leta 2020 približno 4080 prebivalcev, med slovenskimi občinami je po številu prebivalcev zasedla 123. mesto. Na kvadratnem kilometru površine občine je živelo povprečno 21 prebivalcev. Gostota naseljenosti v občini Kobarid je manjša kot v celotni državi, kjer živijo povprečno 103 prebivalci na km2. Povprečna starost prebivalcev je 45,7 leta.
V občini delujejo 4 vrtci (centralni in trije podružnični), ki jih je po podatkih SURS v letu 2020 obiskovalo 130 otrok (74 %), v osnovni šoli se je izobraževalo okoli 370 učencev, različne srednje šole je obiskovalo 140 dijakov. Med 1000 prebivalci v občini je bilo 43 študentov in 8 diplomantov. V celotni Sloveniji je bilo na 1000 prebivalcev povprečno 37 študentov in 8 diplomantov. Med delovno sposobnim prebivalstvom je bilo približno 65 % zaposlenih ali samozaposlenih oseb, kar je za 1 % manj od slovenskega povprečja. Povprečna mesečna plača na osebo, zaposleno pri pravnih osebah, je bila v bruto znesku za približno 16 % nižja od letnega povprečja mesečnih plač v Sloveniji, v neto znesku pa za približno 13 %.
Statut Občine Kobarid določa temeljna načela za organizacijo in delovanje občine, oblikovanje in pristojnost občinskih organov, organizacijo občinske uprave in javnih služb, finančno poslovanje občine, način sodelovanja občanov pri sprejemanju odločitev v občini in o drugih vprašanjih skupnega pomena v občini, ki jih določa zakon in so pomembna za delovanje občine.
Občina ima 10 krajevnih skupnosti (Breginj, Borjana-Podbela, Kred-Staro selo, Kobarid, Idrsko, Livek, Smast-Libušnje, Trnovo ob Soči, Drežnica, Vrsno-Krn) in 33 naselij. Teritorialno obsega območje celotnih katastrskih občin Kobarid, Svino, Sužid, Staro selo, Kred, Borjana, Sedlo, Breginj, Logje, Robidišče, Trnovo, Drežnica, Idrsko, Ladra, Smast, Livek ter del katastrske občine Vrsno. 
Sedež ima v Kobaridu na naslovu Trg svobode 2. Občina praznuje svoj praznik na rojstni dan pesnika Simona Gregorčiča, 15. oktobra.

## Naselja v občini
Avsa, Borjana, Breginj, Drežnica, Drežniške Ravne, Homec, Idrsko, Jevšček, Jezerca, Kobarid, Koseč, Kred, Krn, Ladra, Libušnje, Livek, Livške Ravne, Logje, Magozd, Mlinsko, Perati, Podbela, Potoki, Robidišče, Robič, Sedlo, Smast, Stanovišče, Staro selo, Sužid, Svino, Trnovo ob Soči, Vrsno

## Seznam županov občine Kobarid
- Pavel Gregorčič 1994-2006
- Robert Kavčič 2006-2010
- Darja Hauptman 2010-2014
- Robert Kavčič 2014-2018
- Marko Matajurc 2018-2026

## Znani občani
- Simon Gregorčič
- Anton Gregorčič
- Simon Rutar
- Andrej Manfreda
- Hrabroslav Volarič
- Josip Pagliaruzzi - Krilan